# Sibiu Open 2013
Il Sibiu Open 2013 è stato un torneo di tennis facente parte della categoria ATP Challenger Tour nell'ambito dell'ATP Challenger Tour 2013. È stata la 2ª edizione del torneo che si è giocata a Sibiu in Romania dal 23 al 29 settembre 2013 su campi in terra rossa e aveva un montepremi di €30,000+H.

## Partecipanti singolare

### Teste di serie
| Nazionalità | Giocatore             | Ranking* | Testa di serie |
| ----------- | --------------------- | -------- | -------------- |
| Italia      | Filippo Volandri      | 91       | 1              |
| Rep. Ceca   | Jan Hájek             | 103      | 2              |
| Germania    | Julian Reister        | 107      | 3              |
| Austria     | Andreas Haider-Maurer | 108      | 4              |
| Romania     | Adrian Ungur          | 117      | 5              |
| Serbia      | Dušan Lajović         | 144      | 6              |
| Spagna      | Pere Riba             | 156      | 7              |
| Italia      | Marco Cecchinato      | 185      | 8              |
| Paesi Bassi | Thomas Schoorel       | 192      | 9              |

- Ranking al 16 settembre 2013.

### Altri partecipanti
Giocatori che hanno ricevuto una wild card:
- Alexandru-Daniel Carpen
- Rareș Ispas
- Florin Mergea
- Filippo Volandri

Giocatori che sono passati dalle qualificazioni:
- Toni Androić
- Mate Delić
- Răzvan Sabău
- Richard Becker
- Tihomir Grozdanov (lucky loser:)

## Vincitori

### Singolare
Jaroslav Pospíšil ha battuto in finale  Marco Cecchinato con il punteggio di 4–6, 6–4, 6–1.

### Doppio
Rameez Junaid /  Philipp Oswald hanno battuto in finale  Jamie Delgado /  Jordan Kerr con il punteggio di 6–4, 6–4.